# Ервандидская Армения
Ервандидская Армения (арм. Երվանդյան Հայաստան); также Айраратское царство, царство Айрарат (арм. Այրարատյան թագավորություն), Великая Армения (арм. Մեծ Հայք), Царство Ервандидов (арм. Երվանդունիների թագավորություն) — древнее армянское государство, существовавшее в северо-восточной части Армянского нагорья в 331—200 годах до н. э.

## История
С 522 года до нашей эры и до эпохи Александра Македонского Армения являлась частью Персидской империи Ахеменидов. После распада державы Ахеменидов в 331 году до н. э. под ударами македонских войск, армянские земли фактически обрели независимость. Правители Южной Армении формально признали власть Александра, но подконтрольные ему войска не вступали на территорию Армении. В том же году, после поражения Персии в битве при Гавгамелах, сатрап Армении Ерванд II провозгласил себя царём.
По поводу точных границ Армянского царства научного консенсуса нет. Ряд авторов называют восточной границей государства озеро Севан, Р. Хьюсен же, ссылаясь на армянского историка Б. Арутюняна, допускает также возможность распространения границ вплоть до слияния рек Аракс и Кура.
Армянское царство было аннексировано Антиохом III к 200 году до н. э. и некоторое время спустя присоединена к Софене. После поражения Антиоха от римлян местный правитель (стратег) Арташес I провозгласил себя независимым царём (190 до н. э.). Его царство получило название «Великой Армении» в противоположность расположенной к западу от Евфрата «Малой Армении», где правил родственник Антиоха Митридат.

## Политический статус
После разгрома персидской державы в 331 году до н. э. армянские земли, до этого входившие в состав Персии, оказались в фактически независимом положении. Номинально Армения была аннексирована македонянами, однако в действительности страна осталась в стороне от военных кампаний Александра Македонского и не была покорена ни им, ни его преемниками. Сатрап Армении Ерванд II провозгласил себя царём уже в 331 году до н. э. и с тех пор его преемники правили Армянским царством фактически как независимые правители.

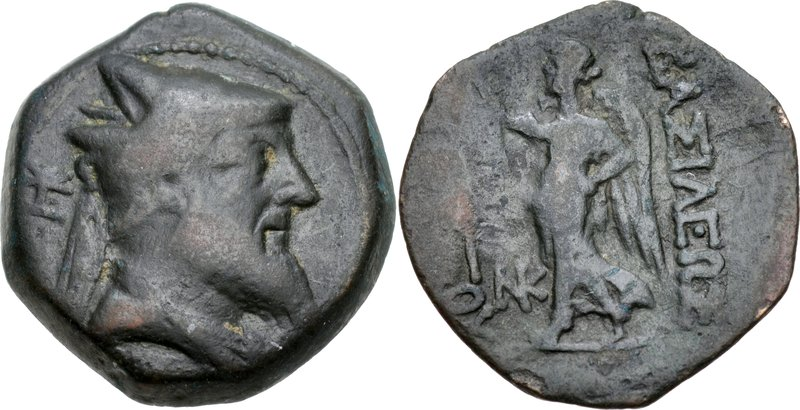
Монета царя Ксеркса Армянского (ок. 220 до н. э.)

Ситуация изменилась после смерти македонского царя в 323 году до н. э., его обширная держава распалась на части. Непосредственно после смерти Александра в источниках упоминается македонский генерал Неоптолем как управитель Армении, однако известно, что Неоптолем погиб уже в 321 году до н. э. в борьбе диадохов, так что если он и правил Арменией, это не должно было стать серьёзным перерывом в истории правления династии Ервандидов. С тех пор Армения была полностью свободна даже от номинального македонского контроля. Этот свершившийся факт был негласно признан и самими диадохами; в частности, в соглашении в Трипарадисе (321 до н. э.) о разделе империи Александра между его военачальниками, Армения не упоминается среди сатрапий, распределённых ими между собой. На протяжении последующих 20 лет Армянское царство впервые со времён падения Урарту обладало положением абсолютно независимого суверенного государства.
В 301 году до н. э. Армянское царство попадает в орбиту влияния Селевкидов, одних из преемников македонской империи. Их власть над Арменией была прерывистой и, как и при Александре, чисто номинальной.
Первым из армянских царей, кто попытался избавиться даже от этого незначительного господства Селевкидов, стал Ксеркс Армянский (после 228 — 212 до н. э.). Ксеркс отказался платить дань македонянам (наложенную, по-видимому, на его отца Аршама (после 260 — после 228 до н. э.), возможно, за поддержку Антиоха Гиеракса), что было равносильно провозглашению независимости. Этот его шаг послужил поводом для вторжения селевкидского царя Антиоха III. Около 212 года до н. э. Ксеркс был осаждён в городе Арсамосате в Софене, и был вынужден признать сюзеренитет селевкидского царя (что, однако, не помешало Антиоху приказать своей сестре Антиохиде, жене Ксеркса, убить армянского царя). Можно предположить, что Ерванд IV (ок. 212—200 до н. э.), последний царь Армении из династии Ервандидов, подобно Ксерксу, также отказался признать сюзеренитет Селевкидов. Даже столь энергичный монарх как Антиох III не мог самостоятельно, путём прямых действий, свергнуть царя Армении — государства хоть и вассального, но самоуправляемого. Внутреннее волнение, подобно мятежу местного дворянина Арташеса (будущего царя Великой Армении Арташеса I) против Ерванда IV, было просто необходимо и можно подозревать, что Антиох подстрекал или по крайней мере потворствовал этому мятежу.